# Pływanie na Letnich Igrzyskach Olimpijskich 1928 – 400 m stylem dowolnym mężczyzn

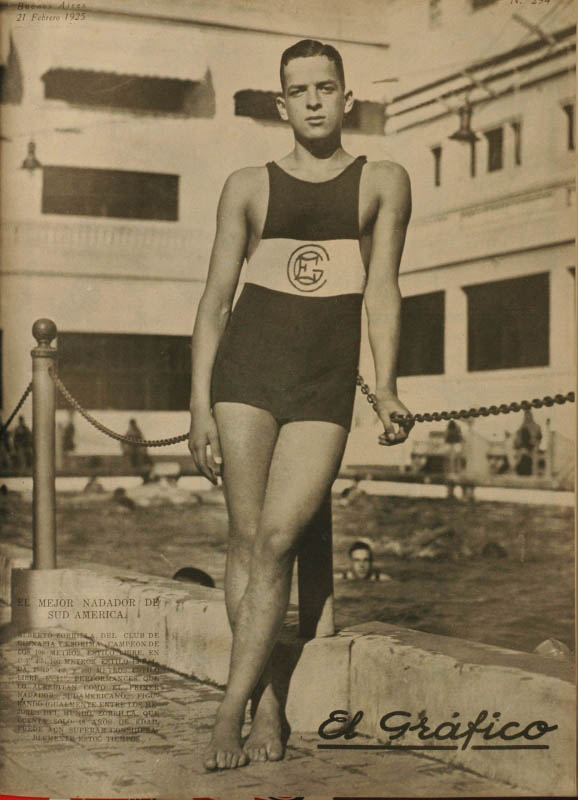
Zdobywca złotego medalu Alberto Zorrilla

Pływanie na dystansie 400 metrów stylem dowolnym mężczyzn było jedną z konkurencji pływackich rozgrywanych podczas IX Igrzysk Olimpijskich w Amsterdamie. Był to piąty raz, gdy ta konkurencja była przeprowadzona podczas igrzysk olimpijskich.
W konkurencji wzięło dwudziestu sześciu zawodników reprezentujących siedemnaście ekip narodowych. Wyścigi eliminacyjne zostały przeprowadzone 7 sierpnia, wyścigi półfinałowe 8 sierpnia, zaś finał 9 sierpnia.
Obrońca tytułu mistrza olimpijskiego, Amerykanin Johnny Weissmuller, mimo startów w Amsterdamie, nie wziął udziału w tej konkurencji. Do finału dotarło trzech innych zawodników amerykańskich. Jednak walka o złoto miała się rozegrać między innymi medalistami z Paryża - rekordzistą świata Arne Borgiem i brązowym medalistą z poprzednich igrzysk, Australijczykiem Andrew "Boy" Charltonem. W wyścigach eliminacyjnych i półfinałach Borg osiągnął najlepsze rezultaty. W trakcie finału obaj zawodnicy byli tak skupieniu na kontrolowaniu pozycji przeciwnika, że nie zauważyli powiększającego swoją przewagę Argentyńczyka Alberto Zorrilli. Ostatecznie to Zorrilla zdobył pierwszy złoty medal w pływaniu dla Argentyny, zwyciężając z drugim Charltonem o dwie sekundy i ustanawiając nowy rekord olimpijski.

## Rekordy
Tak przedstawiały się rekordy na tym dystansie przed igrzyskami w Amsterdamie:
| Rekord świata     | 4:50,3 | Arne Borg          | Sztokholm (SWE) | 11 września 1925 |
| Rekord olimpijski | 5:04,2 | Johnny Weissmuller | Paryż (FRA)     | 18 lipca 1924    |

## Wyniki

### Eliminacje
Do półfinałów awansowali dwaj najlepsi zawodnicy z każdego wyścigu eliminacyjnego oraz najszybszy zawodnik z trzeciego miejsca.
Wyścig 1
| Poz. | Zawodnik       | Wynik  | Uwagi |
| ---- | -------------- | ------ | ----- |
| 1    | Austin Clapp   | 5:13,4 | Q     |
| 2    | Nobuo Arai     | 5:23,4 | Q     |
| 3    | Friedel Berges | 5:27,8 |       |
| 4    | James Thompson | b.d.   |       |

Wyścig 2
| Poz. | Zawodnik            | Wynik  | Uwagi |
| ---- | ------------------- | ------ | ----- |
| 1    | Buster Crabbe       | 5:09,8 | Q     |
| 2    | Hiroshi Yoneyama    | 5:17,8 | Q     |
| 3    | Albert Vandeplancke | 5:20,0 | q     |
| 4    | Géza Szigritz       | 5:41,0 |       |
| 5    | Arthur Watts        | b.d.   |       |

Wyścig 3
| Poz. | Zawodnik         | Wynik  | Uwagi |
| ---- | ---------------- | ------ | ----- |
| 1    | Garnet Ault      | 5:18,8 | Q     |
| 2    | Herbert Heinrich | 5:20,0 | Q     |
| 3    | Václav Antoš     | 5:39,8 |       |
| 4    | Taburan Tamse    | b.d.   |       |

Wyścig 4
| Poz. | Zawodnik               | Wynik  | Uwagi |
| ---- | ---------------------- | ------ | ----- |
| 1    | Arne Borg              | 5:09,6 | Q     |
| 2    | Raymond Ruddy          | 5:26,4 | Q     |
| 3    | Walter Handschuhmacher | 5:32,0 |       |
| 4    | Rezső Wanié            | 5:35,2 |       |

Wyścig 5
| Poz. | Zawodnik        | Wynik  | Uwagi |
| ---- | --------------- | ------ | ----- |
| 1    | Katsuo Takaishi | 5:22,8 | Q     |
| 2    | Boy Charlton    | 5:23,0 | Q     |
| 3    | Paolo Costoli   | b.d.   |       |
| 4    | Adán Gordón     | b.d.   |       |
| 5    | Hernán Téllez   | b.d.   |       |

Wyścig 6
| Poz. | Zawodnik          | Wynik  | Uwagi |
| ---- | ----------------- | ------ | ----- |
| 1    | Alberto Zorrilla  | 5:19,2 | Q     |
| 2    | John Hatfield     | 5:32,8 | Q     |
| 3    | David Lindsay     | 5:38,6 |       |
| 4    | William Broderick | b.d.   |       |

### Półfinały
Do finału awansowali trzej najlepsi zawodnicy z każdego wyścigu półfinałowego.
Półfinał 1
| Poz. | Zawodnik         | Wynik  | Uwagi |
| ---- | ---------------- | ------ | ----- |
| 1    | Alberto Zorrilla | 5:11,4 | Q     |
| 2    | Boy Charlton     | 5:13,6 | Q     |
| 3    | Raymond Ruddy    | 5:20,6 | Q     |
| 4    | Garnet Ault      | b.d.   |       |
| 5    | Hiroshi Yoneyama | b.d.   |       |
| —    | Nobuo Arai       | -      | DNS   |
| —    | John Hatfield    | -      | DNS   |

Półfinał 2
| Poz. | Zawodnik            | Wynik  | Uwagi |
| ---- | ------------------- | ------ | ----- |
| 1    | Arne Borg           | 5:05,4 | Q     |
| 2    | Buster Crabbe       | 5:06,2 | Q     |
| 3    | Austin Clapp        | 5:06,8 | Q     |
| 4    | Katsuo Takaishi     | b.d.   |       |
| 5    | Herbert Heinrich    | b.d.   |       |
| 6    | Albert Vandeplancke | b.d.   |       |

### Finał
| Miejsce | Zawodnik         | Czas   |
| ------- | ---------------- | ------ |
| 1       | Alberto Zorrilla | 5:01,6 |
| 2       | Boy Charlton     | 5:03,6 |
| 3       | Arne Borg        | 5:04,6 |
| 4       | Buster Crabbe    | 5:05,4 |
| 5       | Austin Clapp     | 5:16,0 |
| 6       | Raymond Ruddy    | 5:25,0 |